# Opel Maxx

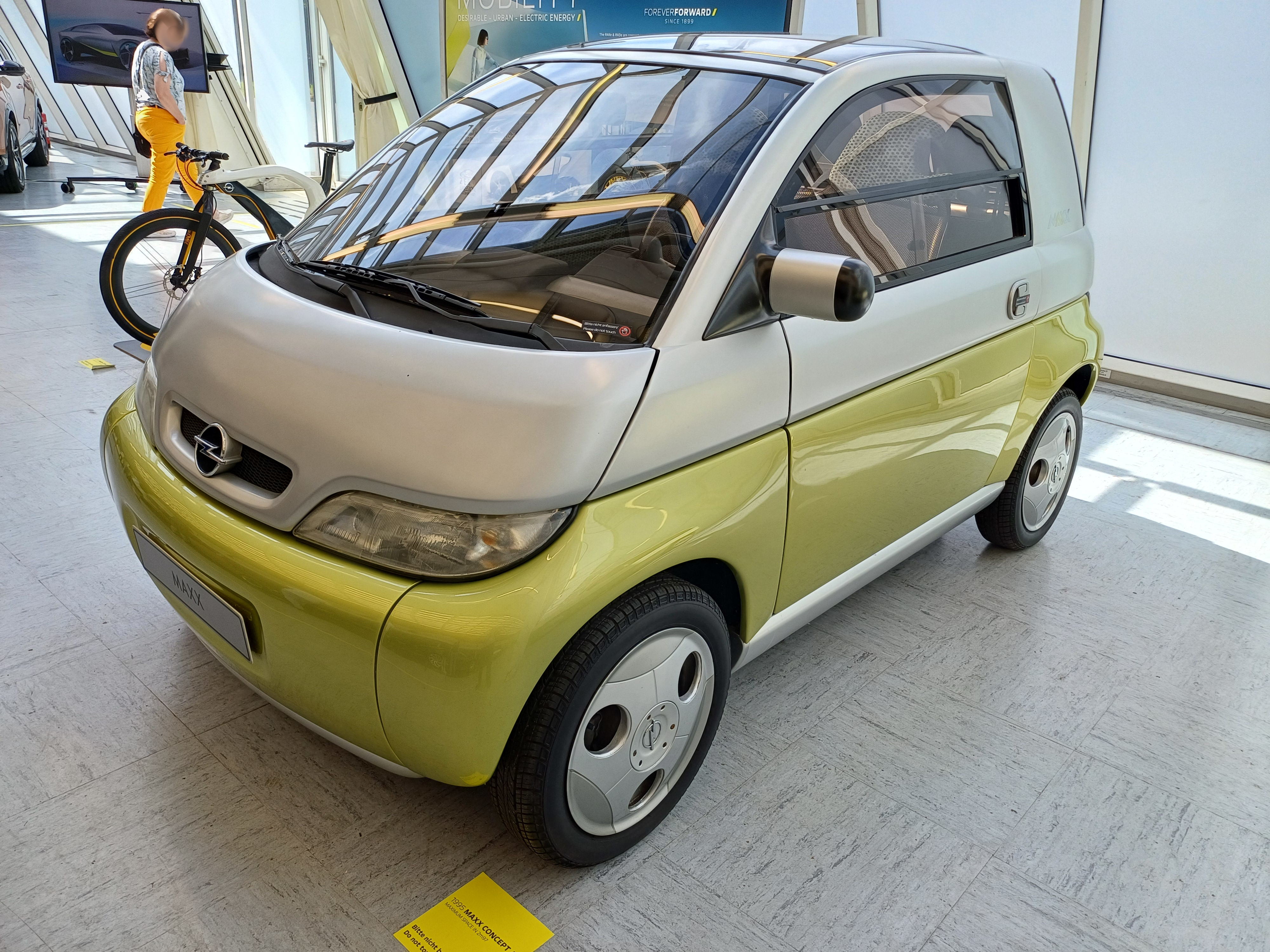
Opel Maxx

Der Opel Maxx ist ein Konzeptfahrzeug des deutschen Autoherstellers Opel. Seine Premiere feierte er auf dem Genfer Auto-Salon 1995; der britische Ableger Vauxhall Maxx wurde auf der London Motor Show desselben Jahres vorgestellt.
Der Maxx 2 wurde im darauffolgenden Jahr mit einem neuen Dreizylinderottomotor vorgestellt. Der 997 cm³ große, 50 PS leistende Motor sollte den Wagen in 12,1 Sekunden von null auf 100 beschleunigen können.
Der 3-Türer mit 2 Sitzen war im kompakten Design entworfen und war dem 1994 vorgestellten  Micro Car Company Eco-speedster sehr ähnlich; dieser gilt als Vorläufer zum Smart Fortwo.
Der Maxx wurde von Danny Larson und Frank Leopold entworfen.